# Saharai
Saharai ist eine osttimoresische Aldeia im Suco Hoholau (Verwaltungsamt Aileu, Gemeinde Aileu). 2015 lebten in der Aldeia 281 Menschen.

## Geographie
Die Saharai liegt im Westen des Sucos Hoholau. Südlich befindet sich die Aldeia Hatulai, östlich die Aldeia Mau-Uluria und nördlich die Aldeia Manubata. Im Westen liegt jenseits des Flusses Gleno die Gemeinde Ermera mit ihrem Suco Lauala (Verwaltungsamt Ermera). Der Gleno ist ein Nebenfluss des Lóis. Mehrere kleine Zuflüsse des Glenos entspringen in Saharai. Eine kleine Straße verbindet nach Norden die Aldeia mit der Außenwelt.
Im Zentrum von Saharai liegt das Dorf Fisunia. DAS Zentrum der Aldeia liegt etwas nördlich. Eine weitere Siedlung befindet sich etwas weiter westlich.

## Politik
2023 wurde Horacio Mau-Felo zum Chefe de Aldeia gewählt.